# Rédené
 Rédené  (en bretón Redene) es una población y comuna francesa, situada en la región de Bretaña, departamento de Finisterre, en el distrito de Quimper y cantón de Arzano.

## Demografía
| 1034 | 1053 | 1759 | 2112 | 2383 | 2313 |
| Para los censos de 1962 a 1999 la población legal corresponde a la población sin duplicidades (Fuente: INSEE [Consultar]) |      |      |      |      |      |